# Parti socialiste républicain irlandais (1896-1904)
Pour les articles homonymes, voir Parti socialiste républicain irlandais.
Le Parti socialiste républicain irlandais (en anglais : Irish Socialist Republican Party) est un parti politique Irlandais pivot de l’histoire politique irlandaise de la fin du XIXe siècle. Il a été créé par James Connolly. Son objectif est d’établir une République des travailleurs irlandais. Il se dissout en 1904 après des mois de crise politique interne.
En dépit de sa petite taille (selon l’historien du Parti socialiste républicain irlandais David Lynch, le parti n’a jamais compté plus de 80 membres), le PSRI est perçu par de nombreux historiens irlandais comme le parti fondamental de l’histoire du socialisme et du républicanisme irlandais. Il est le premier parti politique irlandais à adopter l’idéologie socialiste en Irlande. Pendant sa courte existence  il ne connait qu’une branche très active, située à Dublin. Plusieurs tentatives de création de branches ont eu lieu à Cork, Belfast, Limerick, Naas et même dans le nord de l’Angleterre, sans jamais réussir vraiment à s’implanter.
Avec le Workers' Republic le parti publie le premier journal socialiste en Irlande. Il présente des candidats aux élections locales. Il représente l’Irlande à la deuxième internationale agitée alors par les questions de la guerre des Boers et des commémorations de 1798.
Politiquement, le parti est en avance sur son temps en étant le premier à appeler à la formation d’une République indépendante en Irlande, avant donc que le Sinn Féin ou d’autres organisations irlandaises fasse de même.
Un meeting public tenu par le parti est décrit par le dramaturge irlandais Seán O'Casey dans son autobiographie Drums under the Window.
James Connolly est rémunéré à temps complet pour organiser le part. En 1903, il quitte l’Irlande pour les États-Unis à la suite de conflits internes au parti. Il semble qu’il fait alors les frais de querelles mesquines et de sa propre pauvreté. Connolly doit affronter quelques-uns des dirigeants phare du parti comme Edward Stewart  sur les stratégies syndicales et électorales. Après une nouvelle division au cours de laquelle un petit nombre de membres établit une organisation anti-Connolly appelée Irish Socialist Labour Party, le parti devient inactif. Il est liquidé en 1904.